# Čertovka
Čertovka (littéralement Ruisseau du Diable), aussi appelé la Petite Venise de Prague, est un petit canal situé dans le centre de Prague, en Tchéquie. Il est situé dans le quartier historique de Malá Strana. Le canal Čertovka prend l'eau de la rivière Vltava et après 740 m, il se jette à nouveau dans la Vltava. Le canal a été construit probablement au XIIe siècle par les Hospitaliers de l'ordre de Saint-Jean de Jérusalem, qui y a ajouté une portion de terre sur la droite, créant ainsi l'Île Kampa. Trois moulins à eau subsistent jusqu’à ce jour. La roue en bois du moulin du Grand Prieuré et un certain nombre de ponts sur la rivière Čertovka ont également été conservés. 

## Nom
Le nom de Čertovka, qui signifie Langue du Diable, serait dû à une femme à la langue acérée qui vivait dans une maison du coin appelée les Sept Démons. 
Le cours d’eau est ici étroitement lié au développement urbain et crée ainsi un environnement urbain romantique similaire à Venise, en Italie, ce qui lui vaut son surnom de Petite Venise de Prague. 

## Films
Un certain nombre de films ont été tournés à Čertovka et dans ses environs, notamment La Pieuvre du deuxième étage, Amadeus, The End of Agent W4C Through Mr. Foustka’s Dog, Police Hour et Mission Impossible.

## Galerie

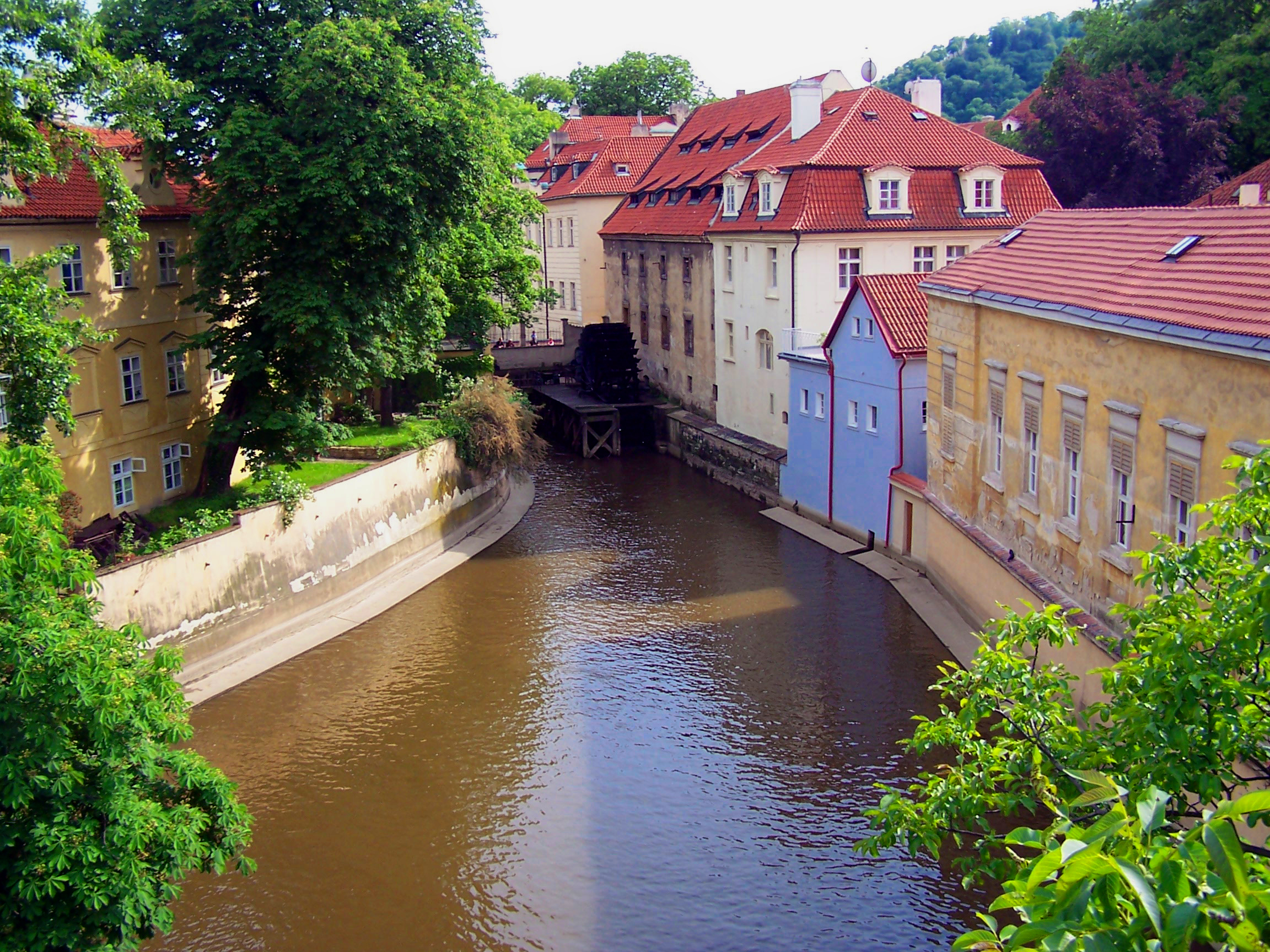
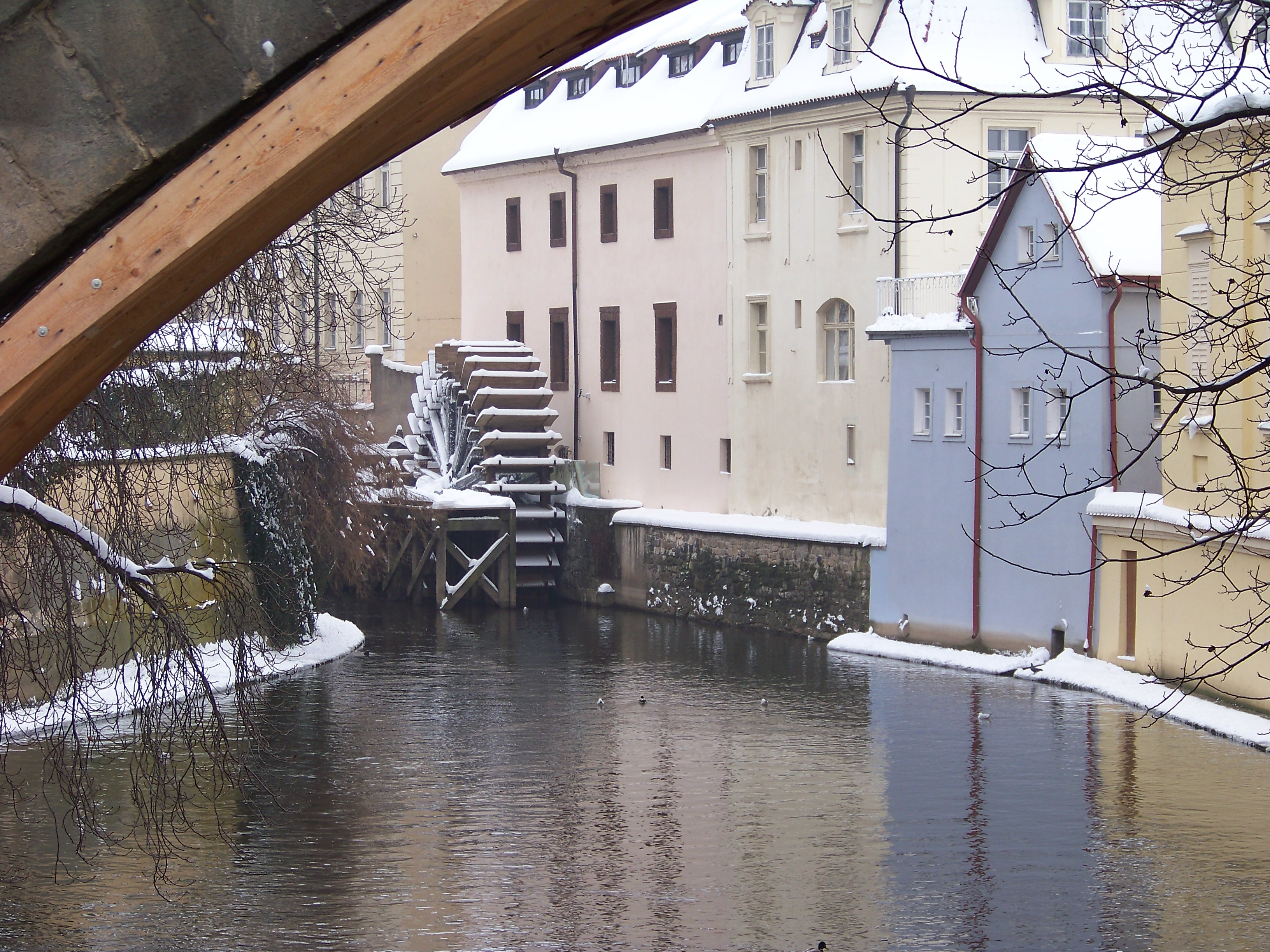
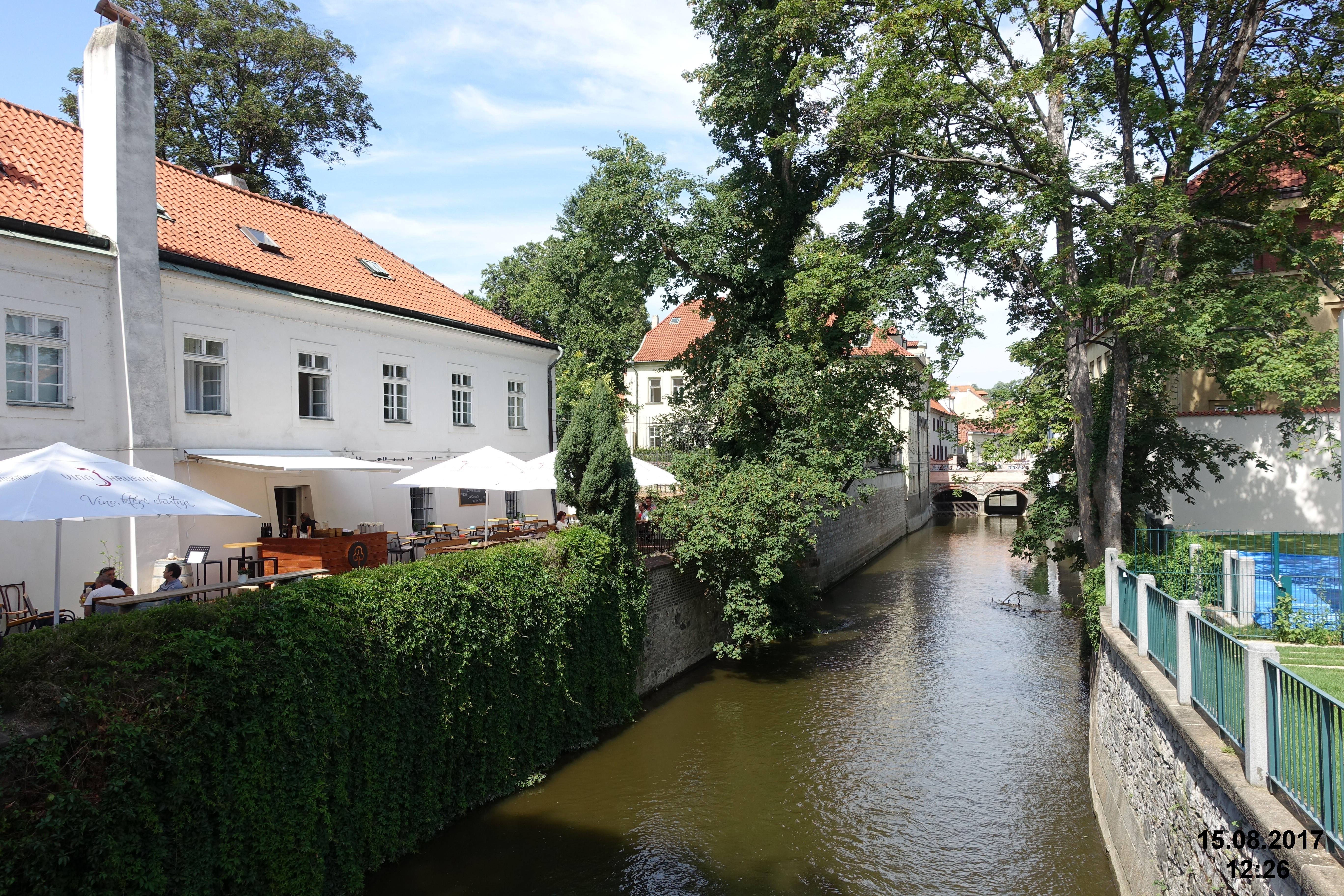
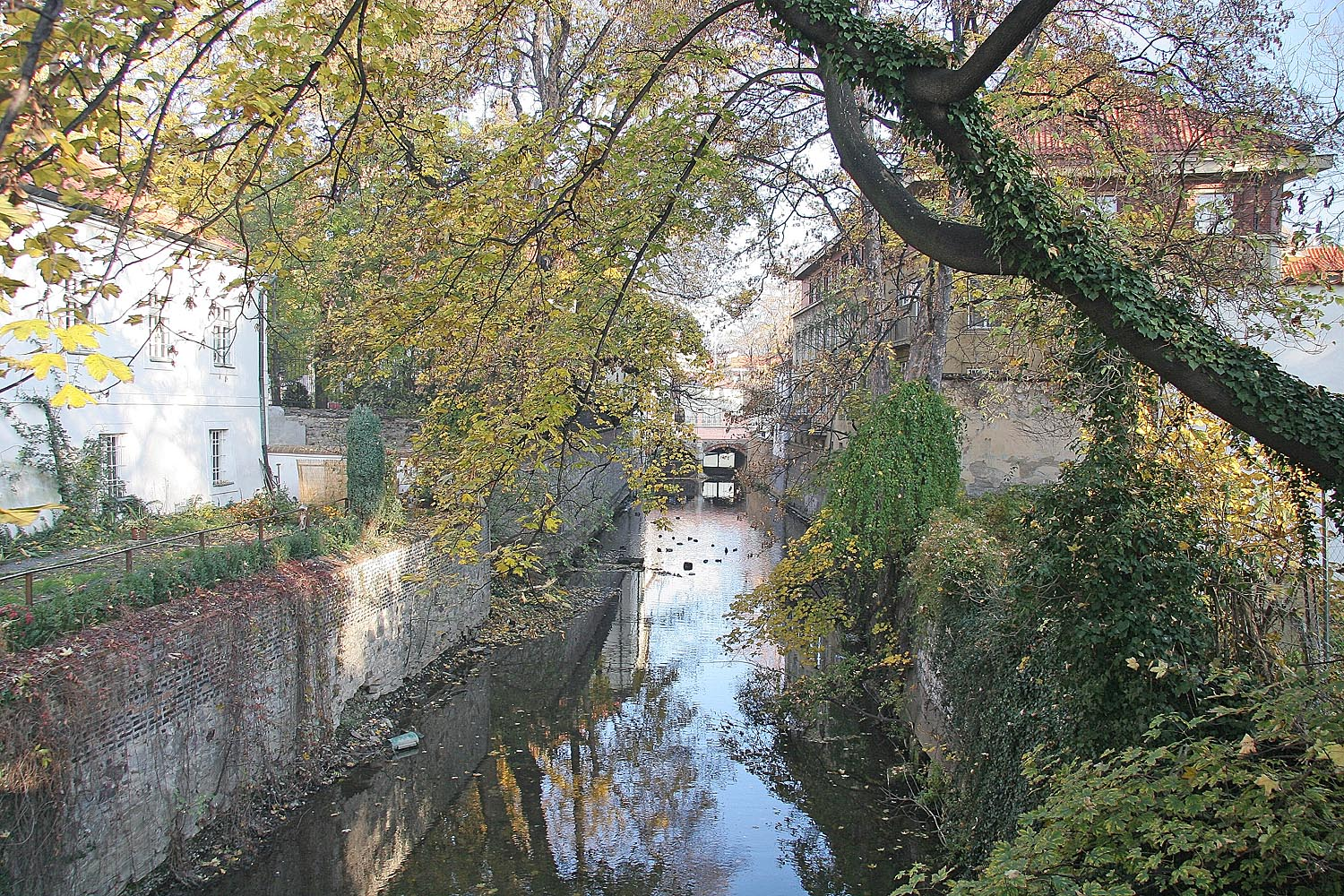
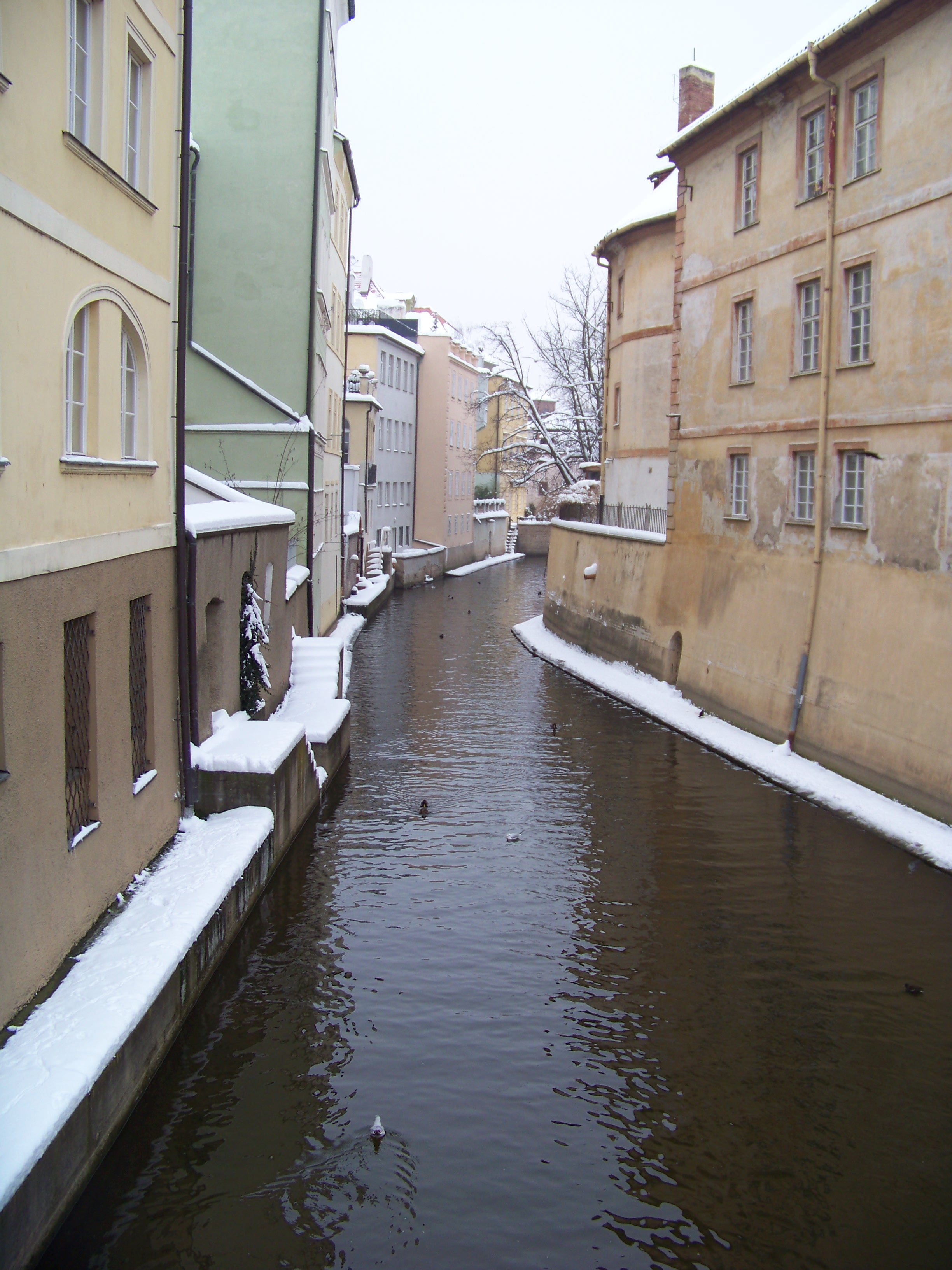
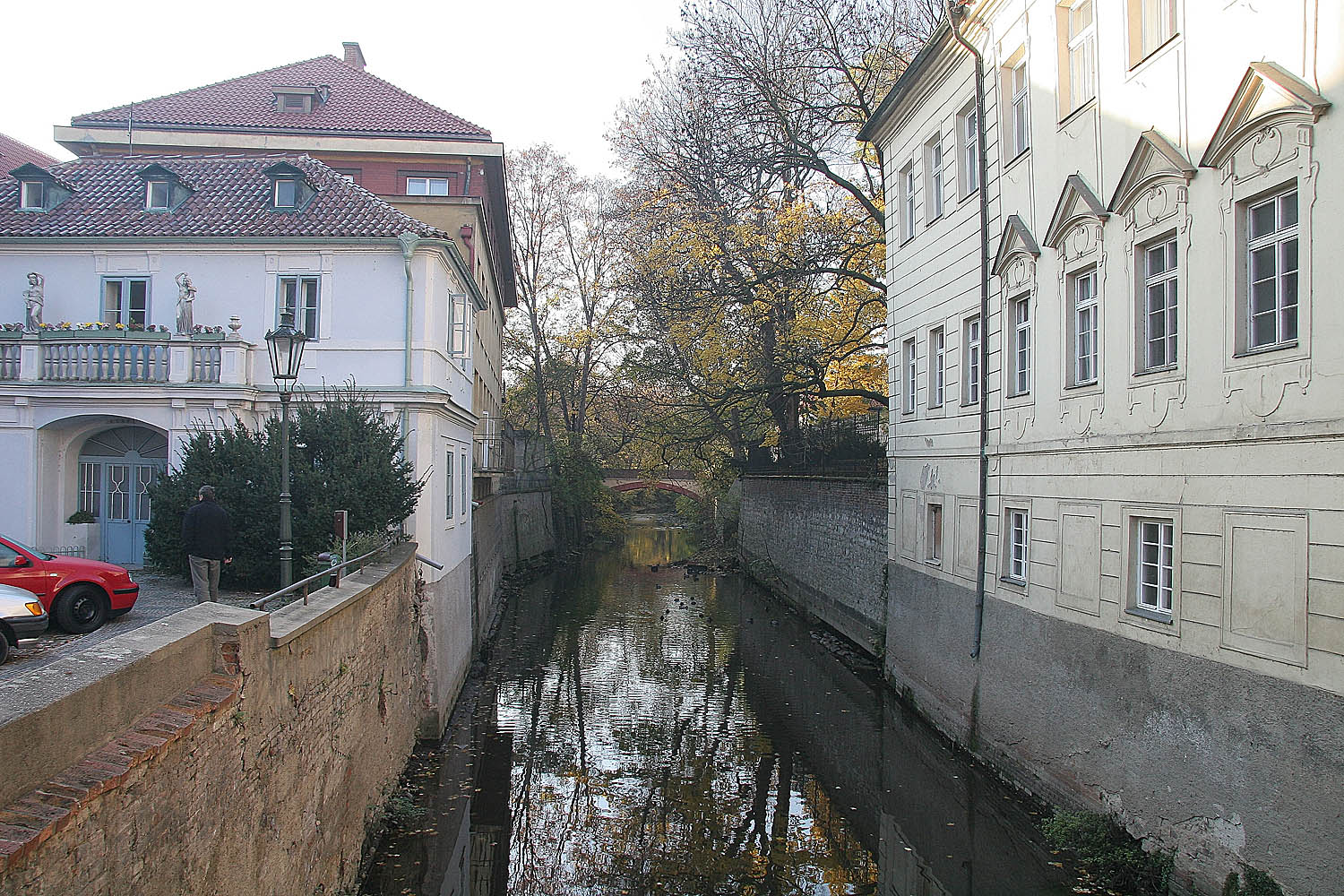